# 宝製菓 (神奈川県)
宝製菓（たからせいか）は、神奈川県横浜市戸塚区に本社を置く日本の菓子メーカー。1946年創業、1950年に株式会社組織となる。ビスケット、クッキー、クラッカー、乾パンなどの製造・販売を行っている。

## 事業所
- 本社事務所・横浜工場：神奈川県横浜市戸塚区東俣野町1750番地
- 藤沢工場：神奈川県藤沢市大庭7930番地
- 名古屋営業所：愛知県名古屋市中村区大秋町2丁目45番5号